# Augustin Vizentini
Pour les articles homonymes, voir Vizentini.
Augustin Vizentini (né Louis Hercule Vizentini à Marseille le 1er mars 1786 et mort à Marmagne le 15 septembre 1836) est un auteur dramatique, comédien et lithographe français.

## Biographie
Acteur et chanteur de la troupe de l'Odéon puis de l'Opéra-Comique, il se retire de la scène en 1834. Ses pièces ont été représentées au Théâtre du Vaudeville et au Théâtre des Variétés.
Il est le père du futur directeur du Théâtre des Variétés, Augustin Vizentini (1811-1890) et le grand-père d'Albert Vizentini (1841-1906) qu'il n'a pas connu.
Une peinture conservée au Musée Carnavalet le représente (huile sur toile, 0.665 x 0.537, signé en bas à gauche : David, don de Mlle Vizentini, petite-fille par alliance du modèle).

## Œuvres
- Patron Jean, ou le Pêcheur provençal, avec Nicolas Brazier et Jean-Toussaint Merle, 1813
- Recueil de costumes de théâtre, 2 vol, illustrations d'Auguste Garneray, 1819
- La Bergère châtelaine, opéra en trois actes, 1821
- Rataplan ou le Petit Tambour, vaudeville-anecdote en un acte, avec Charles-Augustin Sewrin, 1822